# Wojciech Wróblewski (chemik)
Wojciech  Artur  Wróblewski (ur. 26 września 1969) – polski chemik analityk, specjalizujący się w sensorach chemicznych.
Stopień doktora nauk chemicznych uzyskał 12 grudnia 1995 na Wydziale Chemicznym Politechniki Warszawskiej pod kierunkiem profesora Zbigniewa Brzózki. Tematem rozprawy doktorskiej były Anionowe sensory potencjometryczne. Stopień doktora habilitowanego nauk chemicznych w zakresie chemii uzyskał 8 stycznia 2002 na tym samym wydziale, na podstawie pracy Miniaturowe sensory chemiczne z wykorzystaniem tranzystorów polowych i światłowodów. W roku 2008 uzyskał tytuł profesora nauk chemicznych.
W latach 2002–2008 pełnił funkcję prodziekana ds. nauki Wydziału Chemicznego Politechniki Warszawskiej. Tytuł profesora nauk chemicznych uzyskał 23 lipca 2008 w wieku 39 lat, będąc wówczas najmłodszym profesorem Politechniki Warszawskiej.

## Wybrane publikacje
- Sensory chemiczne (1998, wspólnie ze Zbigniewem Brzózką, ISBN 83-7207-024-5)
- Sztuczny nos i sztuczny język (2004, wspólnie z Patrycją Ciosek, rozdział w monografii Na pograniczu chemii i biologii t.11, ISBN 83-232-1494-8)
- Elektroniczny nos i elektroniczny język - systemy do automatycznego rozpoznawania próbek złożonych (2006, wspólnie z Patrycją Ciosek, rozdział w pracy zbiorowej Nowoczesne techniki analityczne, ISBN 83-7207-575-1)